# Karl von Streit
Johann Karl August Freiherr von Streit (* 28. August 1766 in Glogau; † 12. August 1821 in Kolberg) war ein preußischer Generalmajor und Kommandant von Kolberg.

## Leben

### Herkunft
Seine Eltern waren Johann Konrad von Streit und dessen Ehefrau Marie Sophie, geborene Max. Sein Vater war Hofrat und Kriminaldirektor.

### Militärkarriere
Streit besuchte in Glogau die Schule und ging 1783 als Volontär in das Ingenieurkorps der Preußischen Armee. Am 1. Juni 1787 wurde Streit als Junker im Füsilier-Bataillon Nr. 10 angestellt. Dort avancierte er am 6. Juni 1790 zum Sekondeleutnant. Während des Ersten Koalitionskrieges kämpfte Streit 1792/95 in den Schlachten bei Kaiserslautern und Pirmasens sowie den Gefechten bei Hochheim, Alzey, Oberursel, Guntersblum, Limbach, Steinbach, Zweibrücken, Schorlenberg, Busenberg, Neustadt, Türkheim, Deidesheim, Hochspeyer als auch den Belagerungen von Mainz und Verdun. Am 3. Oktober 1794 erhielt Streit den Orden Pour le Mérite.
Nach dem Krieg wurde er am 5. Oktober 1797 mit Patent vom 14. September 1797 zum Premierleutnant befördert. Am 17. April 1800 kam er als Generaladjutant zu seinem Bataillonskommandeur Generalmajor Anhalt-Pleß. Im Vierten Koalitionskrieg kämpfte er im Gefecht bei Saalfeld, in der Schlacht bei Jena und nach dem Rückzug bei der Verteidigung von Danzig. Nach dem Frieden von Tilsit wurde er am 1. Juni 1807 zum Kapitän befördert und zum Kompaniechef ernannt. Das Gehalt zu seinem Dienstgrad erhielt Streit aber erst ab dem 7. Dezember 1808. Am 17. Februar 1809 wurde er Kompaniechef im 1. Schlesischen Infanterie-Regiment (Nr. 10). Am 9. Juni 1810 wurde er zum Major befördert, dem 2. Schlesischen Infanterie-Regiment (Nr. 11) aggregiert und am 22. Juni 1810 einrangiert. Am 8. Januar 1812 kam er als Kommandeur in das Füsilier-Bataillon des 1. Ostpreußischen Infanterie-Regiments (Nr. 1), bereits am 21. März 1812 kam er als Kommandeur zum Schlesischen Schützen-Bataillon, mit diesem nahm er an den Befreiungskriegen teil. Er kämpfte in den Schlachten bei Großgörschen, Bautzen, Dresden, Kulm, Nollendorf, Leipzig sowie den Gefechten bei Peterswalde, Prina und der Blockade von Erfurt. Für Großgörschen erhielt Streit das Eiserne Kreuz II. Klasse und für Dresden das Kreuz I. Klasse.
Am 8. Dezember 1813 wurde er zum Oberstleutnant befördert und Kommandant der Festung Erfurt. In gleicher Eigenschaft kam Streit am 27. Dezember 1813 nach Kolberg. Am 27. November 1814 erhielt er den Russischen Orden der Heiligen Anna II. Klasse. Am 23. Juni 1815 wurde er zum Oberst befördert und ihm wenig später das Gehalt eines Regimentskommandeurs in Höhe von 2500 Talern jährlich bewilligt. Am 30. März 1820 wurde er mit Patent vom 14. April 1820 noch zum Generalmajor befördert, bevor er am 12. August 1821 in Kolberg starb.

### Familie
Streit heiratete am 27. September 1802 in Karlsruhe in Schlesien Christiane Helene Stange (1786–1808), eine Tochter des Quartiermeisters Karl Friedrich Stange. Nach dem Tod seiner ersten Frau heiratete er am 1. Juni 1809 in Vogelsdorf, Kreis Landeshut Luise von Klaette (1787–1871). Seine einzige Tochter Elise heiratete später Wilhelm von Steinweg, der am 28. Juli 1858 als Oberstleutnant a. D. starb.